# Lisa dagli occhi blu (album)
Lisa dagli occhi blu è il primo album in studio del cantante italiano Mario Tessuto, pubblicato nel 1969 dall'etichetta discografica CGD.

## Tracce

### Lato A
1. Lisa dagli occhi blu
2. Se non fosse perché ti amo
3. Un uomo solo
4. Gli occhi verdi dell'amore
5. Love Me Please Love Me
6. Bambina

### Lato B
1. Ho scritto fine
2. Mi si ferma il cuore
3. Rosemarie
4. Un sorriso
5. Io lavoro per te
6. Ore